# Adam Grabowski (prawnik)
Adam Grabowski (ur. 6 listopada 1902 w Krakowie, zm. 30 marca 1986 w Warszawie) – polski prawnik, redaktor.

## Życiorys

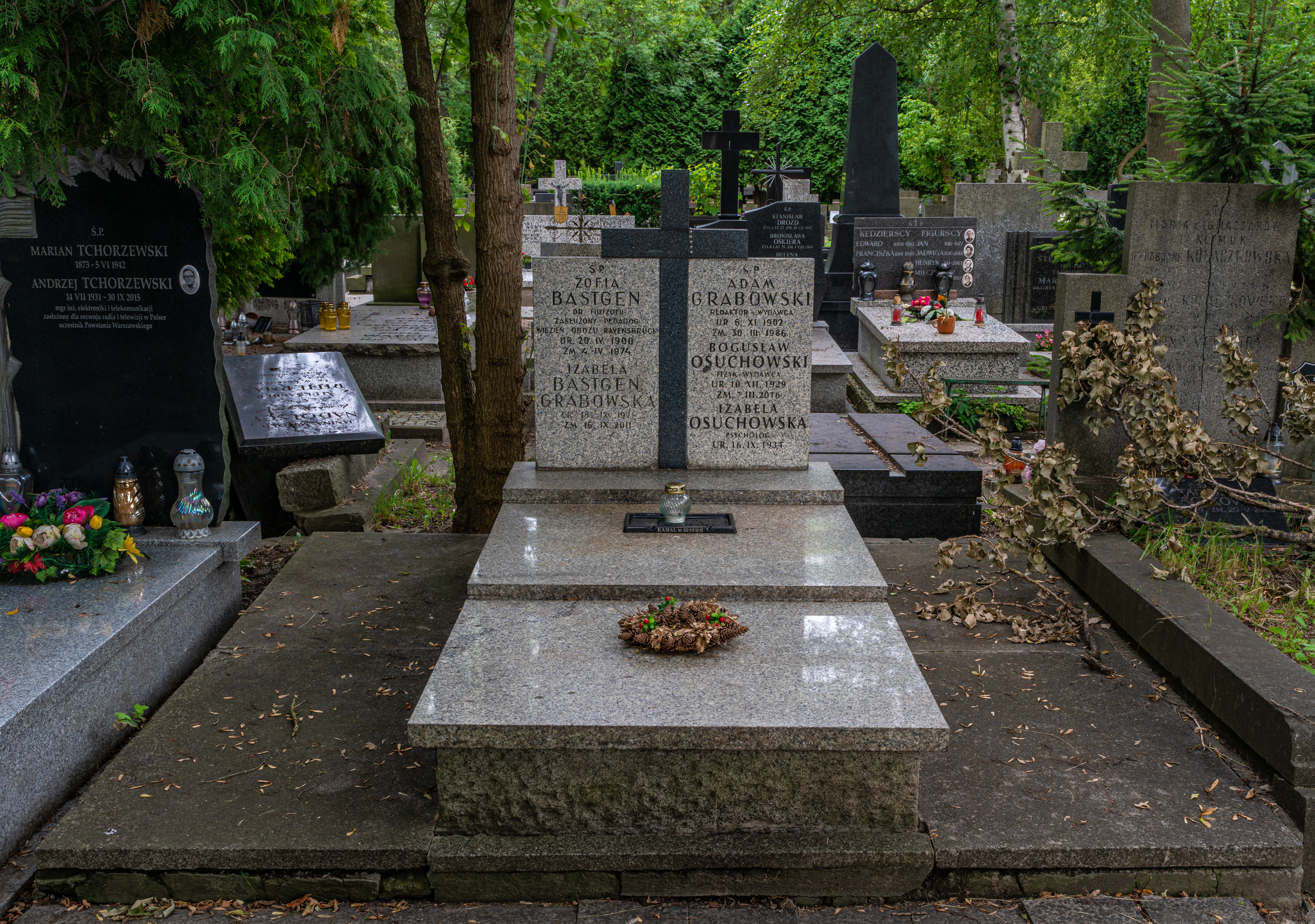
Grób Adama Grabowskiego na cmentarzu Powązkowskim

Przed II wojną światową był współredaktorem krakowskiego pisma codziennego „Czas”, a następnie objął stanowisko sekretarza generalnego i dyrektora Rady Naczelnej Organizacji Ziemiańskich w Warszawie. W okresie okupacji hitlerowskiej pracował w Departamencie Informacji i Prasy Delegatury Rządu na Kraj. W 1945 po utworzeniu Katolickiego Towarzystwa Wydawniczego „Rodzina Polska” sp.z o.o. został udziałowcem w spółce i wybrany do zarządu, otrzymał zadanie rozbudowy działalności wydawnictwa. Współorganizował w 1945 „Tygodnik Warszawski”, którego naczelnym redaktorem był od 1946 ks. prałat Zygmunt Kaczyński. Objął w „Tygodniku Warszawskim” dział ekonomiczny i pracował w nim aż do likwidacji pisma przez Urząd Bezpieczeństwa w 1948. W 1949 został aresztowany i skazany za działalność polityczną na 14 lat więzienia. Zwolniony z więzienia we Wronkach, został zrehabilitowany wyrokiem Sądu Najwyższego w 1959. Z upoważnienia kard. Augusta Hlonda prymasa Polski w 1947 współorganizował Radę Prymasowską Odbudowy Kościołów, w której był skarbnikiem i w której działał, z przerwą gdy był więziony, aż do śmierci. Przewodniczącym Rady w tym czasie był ks. bp. Wacław Majewski. Jako redaktor współpracował przy wielu wydawnictwach Rady Prymasowskiej. Od 1962 opracowywał i redagował m.in. Kalendarze Rodziny Katolickiej i Przewodniki po Kościołach i Cmentarzach Warszawskich. Od 1976 współpracował przy wydawaniu: Przewodnika po Kościołach Starego i Nowego Miasta Warszawy, Przewodnika po Kościołach na Trakcie Królewskim Warszawy, Przewodnika po Kościołach Pragi, Przewodnikach po Cmentarzach Warszawskich oraz wydaniach albumowych: Jan Paweł II i Ostatnia Droga – teka dokumentacyjna poświęcona kard. Stefanowi Wyszyńskiemu. Przed śmiercią opisał swoje życie i dokonania w książce pt. Pamiętnik dawnego redaktora.
Spoczywa na cmentarzu Powązkowskim w Warszawie (kwatera 128, rząd 4, grób 6/7).